# 包括政党
包括政党（ほうかつせいとう、英：catch-all party もしくは big tent）は、特定の支持層に限定せず、幅広い層からの支持を獲得するために、多岐にわたる理念と総花的な政策を掲げた政党。大衆政党・国民政党と類似するものの、前者が大衆民主主義の中で特定層を中心に支持を獲得する政党であるのに対して、包括政党はイデオロギーの左右関係なく様々な政策を展開し、幅広い層から支持を獲得する政党である。

## 概要
19世紀の政党は特定の名望家によって構成され、都市と地方間など特定の利害のために動くことが多かった。普通選挙によって農民や労働者にも選挙権が与えられると、彼らの階級を代表する政党が形成されるようになり、利害対立は一層激化して、やがてその中で社会的な不満を抱く層と結びついたファシズムが政権を掌握する隙間を生むことになった。
これに対して、大衆民主主義の中で特定の層のみを支持基盤とするのではなく、全市民の共通する利益の獲得を目指す政策を軸に据え、さらに個々の利害に則した政策を調整することで、全市民の支持を得ようとする考え方が生まれた。しかも、それが「特定の支持層を超えて幅広い国民の支持を得る」だけにとどまらず、イデオロギーの左右さえも問わず、あらゆる層から支持される政党を目指した。これは、複数政党制よりも一党独裁制に親和性のある考え方であり、必ずしも民主主義志向の政党であるとは言い切れない。政党内に派閥をも取り込むのが包括政党である。国民政党と類似するものの、国民政党が複数政党制と政権交代が存在することを前提とするのに対し、包括政党はその包括性ゆえに政権交代そのものが起きにくくなるなど、一党独裁制でも成立しうる余地はある。

## 主な包括政党
- 日本：新進党、自由民主党[1][2][3]、民主党 (日本 1998-2016)[4]、立憲民主党 (日本 2020)
- アルゼンチン：正義党
- イタリア：南チロル人民党
- カンボジア：カンボジア人民党[5][6][7]
- シンガポール：人民行動党
- ドイツ：ドイツキリスト教民主同盟、ドイツ社会民主党、自由民主党
- ブラジル：ブラジル民主運動党
- メキシコ：制度的革命党
- ロシア：統一ロシア
- オーストラリア：オーストラリア労働党
- ポルトガル：社会民主党
- イギリス：保守党、労働党、自由民主党
- カナダ：カナダ保守党、カナダ自由党
- アゼルバイジャン：新アゼルバイジャン党
- アイルランド：共和党、統一アイルランド党
- インドネシア：ゴルカル
- 韓国：共に民主党、国民の力
- 中華民国（台湾）：中国国民党、民主進歩党
- インド：インド国民会議、インド人民党